# Coopersville
Coopersville – miasto w Stanach Zjednoczonych, w stanie Michigan, w hrabstwie Ottawa.